# 群馬県立あさひ特別支援学校
群馬県立あさひ特別支援学校（ぐんまけんりつ あさひとくべつしえんがっこう）は、群馬県桐生市広沢町間ノ島にある公立特別支援学校。肢体不自由児童・生徒を教育対象とする。

## 沿革
- 1956年（昭和31年） - 桐生市立広沢小学校川久保分校として開校。両毛整肢療護園の児童を対象とする。
- 1960年（昭和35年） - 桐生市立桐生養護学校として開校。小学部と中学部を設置する。
- 1962年（昭和37年） - 桐生市立第一養護学校と改称する。（桐生市立第二養護学校の開校に伴うもの）
- 1972年（昭和47年） - 高等部を設置する。
- 1992年（平成4年） - 群馬県へ移管、群馬県立あさひ養護学校と改称する。
- 2015年（平成27年）4月 -校名変更、現在の校名となる。

## 学部
- 小学部
- 中学部
- 高等部

## 学校周辺
- 両毛整肢療護園
- 渡良瀬川
- 昭和橋
- 国道122号

## 行事
- 児童生徒会役員選挙

例年9月中旬に行われ、当選した役員の任期は、
その年度の後期(認証式～3月)、次年度の前期(4月～認証式)まで。
役職と定員は、会長が1人、副会長が2人で会計と書記もそれぞれ2人である。
定員割れなどの場合でも投票は行われる。
投票権を持つのは、小学部4年生以上の全員で、立候補も4年からである。
選挙期間中の演説は1回のみで
途中辞職はできない。